# Nemacheilus troglocataractus
Nemacheilus troglocataractus es una especie de peces de la familia Balitoridae en el orden de los Cypriniformes.

## Morfología
- Los machos pueden llegar alcanzar los 6,8 cm de longitud total.[2][3]

## Distribución geográfica
Se encuentra en Tailandia.

## Hábitat
Es un pez de agua dulce.